# OpenAerialMap
OpenAerialMap ist ein Projekt zur Sammlung freier Luftaufnahmen, aus denen eine Weltkarte erstellt wurde. Es entstand aus dem Wunsch, die Karten von OpenStreetMap entsprechend den proprietären Diensten, wie beispielsweise Google Maps mit diesen Aufnahmen illustrieren zu können.
Die erste im Jahr 2007 veröffentlichte weltweite Version basierte auf dem Material von NASA World Wind und iCubed. Dessen Auflösung erlaubt allerdings nicht das Erkennen von Straßen oder Gebäuden. Benutzer des Projekts versuchten, mit Hilfe von Modellflugzeugen oder Quadrokoptern besseres Material zu erstellen. Zudem suchte man nach lokalen freien Quellen. Die Ergebnisse dieser Bemühungen beschränkten sich zum Februar 2009 im Wesentlichen auf den nordamerikanischen Kontinent. Die Aufnahmen konnten optional mit den Karten von OpenStreetMap überlagert werden.
Seit Mitte Juli 2009 ist OpenAerialMap aufgrund anhaltender massiver Probleme wie die stagnierende Community, Speicherplatzprobleme und Probleme mit dem Hoster bis auf Weiteres nicht zu erreichen. Das Wiki ist weiterhin erreichbar, jedoch seit März 2011 im Read-only-Modus.
Im Juli 2014 kündigte das Humanitarian OpenStreetMap Team (HOT) an, das Projekt OpenAerialMap wiederzubeleben. Im Januar 2017 wurde die „neue“ OpenAerialMap fertiggestellt.
Die gesammelten Luftbilder sind CC-BY 4.0 lizenziert.